# Sahel Dimanche
Sahel Dimanche ist die Wochenzeitung der Regierung Nigers.
Sahel Dimanche erscheint in französischer Sprache und mit einer Auflage von 5000 Stück. Der Herausgeber von Sahel Dimanche und der Tageszeitung Le Sahel ist das dem Kommunikationsministerium angeschlossene Office National d’Edition et de Presse (ONEP) mit Sitz in Niamey. ONEP betreibt Regionalbüros in Maradi, Tahoua und Zinder. Der Namensteil Sahel bezieht sich auf die das Land prägende Sahelzone, Dimanche (Sonntag) auf den Erscheinungstag.

## Geschichte
Sahel Dimanche geht auf die Wochenzeitung Le Niger zurück, deren erste Ausgabe am 13. April 1953 erschien, als Niger noch ein Überseegebiet Frankreichs war. Le Niger entstand unter der Federführung der Nigrischen Fortschrittspartei (PPN-RDA). Seit der unter der Einparteienherrschaft des PPN-RDA stehenden Ersten Republik (1960–1974) diente die Wochenzeitung als Regierungsorgan. Nach dem Staatsstreich von 1974 wurden die staatlichen Medien umstrukturiert. Während des Régime d’exception (1974–1989) erschien die staatliche Wochenzeitung unter dem Namen Sahel-Hebdo. Hebdo (von französisch hebdomaire) bedeutet „Wochenzeitung“. Im ersten Jahr der Zweiten Republik (1989–1992) wurde Sahel-Hebdo in Sahel Dimanche umbenannt, außerdem wurde die Abteilung für Printmedien des Informationsministeriums – die Herausgeberin von Sahel Dimanche und Le Sahel – zum Office National d’Edition et de Presse (ONEP) ausgebaut.